# Agliana
Agliana là một đô thị ở tỉnh Pistoia trong vùng Tuscany, có vị trí cách khoảng 25 km về phía tây bắc của Florence và khoảng 7 km về phía đông nam của Pistoia. Tại thời điểm 31 tháng 12 năm 2004, đô thị này có dân số 15,405 và diện tích 11,6 km².
Đô thị Agliana có các frazioni (các đơn vị cấp dưới, chủ yếu là các làng) S. Piero, S. Niccolò, S. Michele, Spedalino, Ferruccia, Catena, Ponte dei Bini, and Ponte alla Trave.
Agliana giáp các đô thị: Montale, Montemurlo, Pistoia, Prato, Quarrata.